# Poecilimon oligacanthus
Poecilimon oligacanthus is een rechtvleugelig insect uit de familie sabelsprinkhanen (Tettigoniidae). De wetenschappelijke naam van deze soort is voor het eerst geldig gepubliceerd in 1938 door Miram.